# Amal Atbara
El Alamal Sports Club Atbara es un equipo de fútbol de Sudán que juega en la Primera División de Sudán, la liga de fútbol más importante del país.

## Historia
Fue fundado en el año 1946 en la ciudad de Atbara y nunca ha sido campeón de liga ni tampoco ha ganado algún torneo de copa de Sudán. Su mejor temporada fue la del 2011, donde quedó en la 3.ª posición.
A nivel internacional ha participado en 2 torneos continentales, donde lo más lejos que ha llegado ha sido la Segunda Ronda.

## Participación en competiciones de la CAF
| Temporada | Torneo                       | Ronda      | Club            | Casa | Visita | Global       |
| --------- | ---------------------------- | ---------- | --------------- | ---- | ------ | ------------ |
| 2010      | Copa Confederación de la CAF | Preliminar | ATRACO FC       | 2-0  | 0-2    | 2-2 (10-9 p) |
| 2010      | Copa Confederación de la CAF | 1          | CD Costa do Sol | 4-2  | 2-3    | 6-5          |
| 2010      | Copa Confederación de la CAF | 2          | CR Belouizdad   | 1-0  | 0-2    | 1-2          |
| 2012      | Copa Confederación de la CAF | 1          | Hwange FC       | 0-0  | 1-1    | 1-1 (a)      |
| 2012      | Copa Confederación de la CAF | 2          | Interclube      | 0-2  | 1-4    | 1-6          |
| 2020-21   | Copa Confederación de la CAF | Preliminar | KVZ SC          | 1-0  | 3-0    | 4-0          |
| 2020-21   | Copa Confederación de la CAF | 2          | Salitas FC      | 0-1  | 0-2    | 0-3          |